# 邓先
邓先（1962年—），广西贵港人，广西贵糖(集团)股份有限公司热电厂班长，壮族，中华人民共和国人大代表、第十二届全国人民代表大会广西地区代表。
加入中国共产党。2013年，担任全国人大代表。